# ノルディン・アムラバト
ノルディン・アムラバト（Nordin Amrabat アラビア語: نورالدين أمرابط, 1987年3月31日 - ）は、オランダ・北ホラント州ナールデン出身のサッカー選手。モロッコ代表。同じく同国代表であるソフィアン・アムラバトは弟。AEKアテネFC所属。ポジションはFW。

## 経歴

### クラブ
2007年、VVVフェンローに移籍すると本田圭佑とプレー、クラブは2部リーグに降格したが、PSVアイントホーフェンに移籍してチャンピオンズリーグに初挑戦した。2011年1月、トルコのカイセリスポルに移籍した。
2012年7月に同じトルコのクラブであるガラタサライへ移籍金800万ユーロで5年契約を結んだ。
2014年1月、マラガCFへ期限付き移籍。2015年4月30日に完全移籍した。
2016年1月18日、ワトフォードFCへ移籍。2017年9月、CDレガネスへ期限付き移籍。
2018年7月16日、アル・ナスルへ3年契約で移籍。
2021年8月16日、AEKアテネFCに加入。

### 代表
U-21オランダ代表としてプレーした後、2011年11月11日ウガンダ代表戦でモロッコ代表デビューし、13日のカメルーン代表戦で初得点した。
2012年、ロンドンオリンピックの代表メンバーにオーバーエイジとして選出された。
2018年5月、2018 FIFAワールドカップの代表メンバーに選出された。グループリーグ全3試合に先発出場した。

## 所属クラブ
- FCオムニワールド 2006-2007
- VVVフェンロー 2007-2008
- PSVアイントホーフェン 2008-2011.1
- カイセリスポル 2011.1-2012
- ガラタサライSK 2012-2015

→ マラガCF 2014
→ マラガCF 2014-2015
- マラガCF 2015-2016
- ワトフォードFC 2016-2018

→ CDレガネス 2017-2018
- アル・ナスル 2018-2021
- AEKアテネ 2021-

## 代表歴

### 出場大会
- モロッコ代表
  - 2018 FIFAワールドカップ

### 試合数
- 国際Aマッチ 64試合 7得点（2011年-2019年）[2]

| モロッコ代表 | 国際Aマッチ | 国際Aマッチ |
| 年           | 出場        | 得点        |
| ------------ | ----------- | ----------- |
| 2011         | 2           | 1           |
| 2012         | 9           | 1           |
| 2013         | 6           | 0           |
| 2014         | 6           | 1           |
| 2015         | 3           | 1           |
| 2016         | 8           | 0           |
| 2017         | 6           | 0           |
| 2018         | 12          | 1           |
| 2019         | 12          | 2           |
| 通算         | 64          | 7           |

## タイトル
クラブ
PSVアイントホーフェン
- ヨハン・クライフ・シャール 2008

ガラタサライ
- スュペル・リグ 2012-13
- スュペル・クパ 2012, 2013